# آل معین
یکی از سلسله‌های محلی جنوب ایران که طی دو قرن منشا اثر در وقایع منطقه بوده آل معین محسوب می‌شود. علی‌رغم اهمیت این خاندان در تاریخ محلی نواحی تنگه هرمز تحقیقات دباره این خاندان در  ابتدای راه قرار دارد. این خاندان در میانه قرن هجدهم میلادی بر منطقه بین لنگه تا بندر عباس تسلط داشت. اما هجوم قواسم راس الخیمه آن‌ها را به جزیره قشم عقب راند. کس ال بوسعیدی مسقط در حدود سال ۱۷۹۵م. آن‌ها را خراجگزار عمان نمود. حکومت ال معین تا سقوط قاجار در جزیره قشم بر جا بود.

## دوره مهاجرت
در مورد چگونگی امدن ال معین به سواحل شمالی خلیج فارس  سدیدالسلطنه نقل نموده که این قبیله عرب زبان و سنی مذهب  به عده هشت هزار نفر در سال ۱۰۰۷ه. ق. از نجد عربستان به حوالی بندر نخیلو امدندوزعیم آن‌ها شیخ عطیه ابن علی بود.به نظر می‌رسد مهاجرت آن‌ها در راستای سیاست‌های اسکان مجدد شاه عباس کبیر و برای مقابله با برتغالی‌ها صورت گرفته باشد. احتمالا آن‌ها شاخه‌ای از قبیله اصلی الانصار بودند که از حجاز به قطیف و بعد جنوب ایران امدند.
در زمان پنجمین شیخ خاندان صالح الکبیر کنگ در جوار لنگه فعلی به تصرف عشیره در امد. به نظر می‌رسد معینیان با اخراج پرتغالیان از این بندر در حوالی سال ۱۷۱۲م. به حضورشان در خلیج فارس پایان دهند.
با سقوط صفویه بی نظمی در تنگه هرمز حاکم شد. احتمالا ال معین از این وضع برای گسترش قلمرو خود بهره برد.

## عصر افشارو زندیه
برتانیکا ۱۹۱۱ عنوان می‌نماید که در سال ۱۷۴۰م. ال معین بندر عباس و جزایر قشم هرمز ولارک را از نادر شاه افشار اجاره نمودند. بعد از قتل نادر دوباره بحران در تنگه هرمز گسترده شد.
حمله دشمنان از جبهه‌های مختلف در کنار اختلافات درون عشیره موجب از دست رفتن قسمت‌هایی از قلمرو ال معین گردید. بندرعباس به دست ملاعلی شاه ولنگه و کنگ به دست قواسم افتاد. ال معین در آخرین پایگاه خود جزیره قشم نیز از سوی قواسم تهدید می‌شد. قدرت گرفتن شیخ عبدالله ثانی مانع نابودی عشیره شد. او که از شاخه جانبی ال معین محسوب می‌شدبه عنوان دوازدهمین شیخ عشیره تلاش ناموفقی برای بازپس‌گیری انگه از قواسم داشت اما توانست با تصرف هرمز بر بندر عباس تسلطی نسبی داشته باشد.
معینیان در این زمان از در اتحاد با ال بوسعیدی عمان در امده و در سال ۱۷۶۸م. کشتی جنگی معروف نادری به نام رحمانی را به احمدابن سعید فروختند.کریم خان در واکنش زکیخان را به بندر عباس فرستاد. او در ۱۱۹۰ه. ق. توسط عبدالله ثانی معینی دستگیر شدودر مقابل رهایی پسر عبدالله که به گروگان در شیراز بود.ازاد شد.عبدالله ثانی همسری به نا صوغیه اختیار کردواز او دختری به نام عایشه داشت که بعد از نامزدی با نصیرخان لاری، زکی خان سر انجام به عقدعبدالرحمن ابن راشد در امد که جد شیخ حسن معینی گردید.
وقتی عبدالله ثانی حدود سال ۱۱۹۹ه. ق. در گذشت عشیره بار دیگر اشفته شد. پسرش شیخ محمد ثالث در میناب به دستسر دیگرش شیخ سرحان ثانی مقتول گشت. دخترشیخ محمد ثالث در نکاح سعیدابن قضیب حاکم قاسمی لنگه بود که مادر شیخ خلیفه قاسمی گردید.
شیخ سرحان ثانی که احتمالا ناپسری صوغیه بوده توسط شیخ صقر الکبیر گرفتار و کشته شد.

## عصر قاجار
زمانی که ال معین به جدال‌های درونی مشغول بودند در ایران تغییر سلسله‌ای پدید امد وقاجار بر تخت نشست. دکتر ژاکس از انگلیسی‌های حاضر در خلیج فارس در گزارشی به سال ۱۸۲۱م. عنوان می‌کند۷۰-۸۰ سال قبل شیخ عبدالله معینی قشم را از ملا علی شاه گرفته و بندر عباس و مضافات انرا اجاره نمود. تا انکه ۲۶-۲۷ سال قبل اهالی از جورو جبر ملاحسین معینی به تنگ امده و از سید سلطان ابن سعید کمک طلبیدند. سید سلطان مسقطی به ضرب شمشیر بندر عباس را گرفت وملا حسین را منقاد نمود. البته ملا حسین تا سال‌های ۱۸۰۷م. در جزیره قشم به حکومت خود ادامه داد. سر جان مالکوم در مأموریت خود به سال ۱۸۰۰م. از او یاد می‌کند.
اینکه چرا از ملاحسین در شجره نامه سدیدالسلطنه ذکری نشده منطقا به واسطه ان است که لقب او یعنی ملا از نام اصلیش مشهورتر است. به نظر می‌رسد ملاحسین همان شیخ صقرالکبیر باشد.
ال معین در این زمان خود را در قلمرو اجاره‌ای مسقط ازپادشاهی ایران یافتند. مورخ تارخ محمدی در وقایع سال ۱۲۰۹ه. ق. با وجود اشاره به جزئیات لشکرکشی به نواحی داراب و جیرفت از بروز درگیری با ال بوسعید در بندر عباس ذکری ننموده پس می‌توان استدلال کرد که در این زمان این منطقه در اجاره مسقط بوده‌است.
ملا حسین بعد از قتل سید سلطان به دست قواسم در سال ۱۸۰۴م. علم طغیان بر افراشت. احتمال می‌رود که او در قتل سید سلطان نقشی داشته‌است. اوبندر عباس را به اجازه والی فارس تصرف نمود و میناب را در محاصره گرفت. برای مقابله با او بدرابن سیف نایب السلطنه مسقط به همراه کاپیتان ستون رزیدنت بریتانیا به بندرعباس حمله کرده وانرا بازپس گرفته و ملا حسین را در قشم محاصره نمود. ملاحسین و متحدان قاسمی او تسلیم شدند.
ملاحسین در سال ۱۸۱۷م. از حکومت جزیره قشم عزل شد. به جای او شیخ حمزه ابن محمد حاکم شد. نام کامل او در پای قرارداد صلح بین بریتانیا ودبی در سال ۱۸۲۰م. شیخ حمزه ابن محمد ابن جابر ابن صالح  امده‌است. احتمالا او از نسل صالح ثالث نهمین شیخ عشیره‌است.
تا سال ۱۸۲۰م. که ژنرال کایر انگلیسی راس الخیمه را نابود و به قواسم در لنگه و لافت حمله نمود ال معین از جزیره قشم به عنوان عامل زیر دست ال بوسعید مسقط نقش قوای پشتیبان را بازی می‌نمودند.
از زمانی که شیخ عبدالرحمن در حوالی سال ۱۸۲۱م. به قدرت رسیدبار دیگر ستاره اقبال ال معین اوج گرفت. به گزارش دکتر ژاکس او از طریق ازدواج با سید سعیدابن سلطان مسقطی مرتبط بود.
کازرونی در سفرنامه خود از مال و مکنت شیخ عبدالرحمن بسیار سخن گفته و کاخ او در قشم را بی‌نظیر دانسته‌است. او متذکر می‌شود که شیخ سالی ۳۰۰۰ ریا ل [سکه نقره ماری ترزا]از سید سعید مسقطی مواجب می‌گیرد.
محبوبیت شیخ را از واقعه کشتی تجاری فاتح الرحمان می‌توان درک کرد. در سال ۱۸۳۸م. این کشتی در فاصله جزایر هنگام و قشم به گل نشست وتوسط عبدالرحمن معینی تخلیه و مال التجاره ان در بوشهر فروخته شد
در منازعه‌ای که بر سر محموله این کشتی بین رزیدنت بریتانیادر بوشهرکاپیتان هنل و شیخ در گرفت سید سعید از  عبدالرحمن معینی حمایت کرد. بریتانیا برای به زانو در اوردن شیخ از در تحریم اقتصادی در امد وکشتی‌های تجاری او را در بنادر هند توقیف نمود.
قدرت شیخ عبدالرحمن وقتی به اوج رسید که در حوالی سال ۱۸۵۰م. رقیب دیرینه او شیخ سیف ابن نبهان معاولی حاکم کل مسقط در بندر عباس توسط ثوینی به عمان فراخوانده و به روایتی با معجون سمی هلاک شد. بعد از این برادرزاده سیف که با شیخ روابطی حسنه داشت حاکم مناطق اجاره‌ای شده و عبدالرحمن معاون او شد.
بعد از انکه این دو متحد میرزا محمد رحیم حاکم معرفی شده از دربار ایران برای بندر عباس را دستگیر و در خانه شیخ عبدالرحمن معینی زندانی نمودند جنگ بین ایران و مسقط در گرفت. با وجود تلاش برای صلح شیخ از نفوذ خود استفاده و مذاکرات رابه شکست کشاند. سرانجام در سال ۱۲۷۲ه. ق. شیخ به همراه پسر خود در ساحل بندرعباس طی نبرد با نیروهای دولتی ایراان کشته شد.
او را می‌توان بزرگترین و ثروتمندترین حاکم معینی قشم نامید.
بعد از تمدید قرارداد اجاره مسقط در جنوب ایران شیخ صالح رابع حاکم قشم شد تا در سال ۱۲۷۵ه. ق. برابر با سال ۱۸۵۸م. به دست نوکر خود کشته شد.
جانشین او شیخ صقر ثانی تا ۲۳ سال حکومت کرد. او شاهد ختم اجاره داری مسقط در بندر عباس بود. در نظام جدید او اجاره دار جزیره قشم به سالی ۱۲۰۰ تومان از سال ۱۲۸۵ه. ق. /۱۸۶۸م. شد.
با مرگ صقر ثانی در بمبیی در سال ۱۲۹۸ه. ق. /۱۸۸۰م. شیخ حسن ابن محمد از شاخه جانبی ال معین به حکومت رسید. دو سال بعد جای او را به عبدالله ثالث سپردندند. اما با مرگ عبدالله ثالث در سال ۱۳۰۲ه. ق. /۱۸۸۴م. شیخ حسن  که در مسقط به سر می‌برد دوباره دعوت به حکومت شد. در سندی از مرکز اسناد وزارت خارجه ایران از قول حکمران بوشهر می‌خوانیم که او در سدد بوده از نفوذ شیخ حسن معینی در بین اعراب استفاده نموده و مانع تسلط انگلیس بر جزایر هنگام و تنب گردد.
شیخ حسن معینی در عین حال که مطیع دولت ایران بود روابط گرمی نیز با مسقط داشت.
بعد از شیخ حسن در به دست اوردن اجاره داری قشم بین اع ضای مختلف خاندان معین اختلاف و رقابت پدید امد بنابراین شیخ ابراهیم و شیخ صالح ابن عبدالله خامس و شیخ صالح ابن احمد سادس به مقام کلانتری جزیره رسیدند.
به نظر می‌رسداخرین سال حکومت این خاندان درست بعد از خاتمه جنگ جهانی اول بوده باشد. وقتی در سال ۱۳۰۰ه. ش. /۱۳۴۰ه. ق. /۱۹۲۲م. هییت بازرسی جنوب به قشم وارد شد حداقل یک سال از پایان حاکمیت ال معین بر قشم می‌گذشت. رابطه شیخ صالح ششم با بریتانیایی‌ها گرم بود. او طی سال‌های جنگ جهانی اول اجازه بنای فرودگاه نظامی در جزیره را به آن‌ها داده بود

## یادگاری‌ها
طی یکصد سال بعد از پایان حکومت این خاندان بعضی از احفاد ان به حاشیه جنوب خلیج فارس مهاجرت نمودند. به نظر می‌رسد بیشتر آن‌ها نزد فامیلشان در شارجه ساکن شده باشند.
به گفته یکی از افراد این خاندان شجره نامه اصلی ال معین در شارجه موجود است.
تعداد اندکی از اعضای خاندان ال معین در جزیره قشم و بندر عباس و بعضا استان بوشهر،بندر ابوالخیر ،گاهی ساکن هستند و به تجارت یا کار در ادارات دولتی مشغولند. تقریباً همه آن‌ها  از سوابق تاریخی خاندان خودبی اطلاع هستند.

## شجره نامه
۱. شیخ عطیه ابن علی
۲. علی ابن عطیه
۳. محمد ابن علی الکبیر
۴. صالح ابن محمد الکبیر
۵. محمدابن صالح الثانی
۶. صالح ابن محمد الثانی
۷. سرحان ابن صالح الکبیر
۸. عبدالشیخ ابن سرحان الکبیر
۹. صالح ابن عبدالشیخ  الثالث
۱۰. عبدالشیخ ابن صالح الثانی
۱۱. سالمین ابن  عبدالشیخ الکبیر
۱۲. عبدالله ابن محمد الثانی
۱۳. محمد ابن عبدالله الثالث
۱۴. سرحان ابن عبدالله الثانی
۱۵. صقر ابن عبدالله الکبیر
۱۶. حمزه ابن محمد
۱۷. عبدالرحمن ابن صقر الکبیر
۱۸. صالح ابن عبدالرحمن الرابع
۱۹. صقر ابن عبدالله الثانی
۲۰. حسن ابن محمد
۲۱. ابراهیم ابن؟؟
۲۲. حسن ابن محمد(مجدد)
۲۳. عبدالله ابن محمد الثالث
۲۴. صالح ابن عبدالله الخامس
۲۵. صالح ابن احمد السادس